# Kościół św. Mikołaja w Czulicach
Kościół św. Mikołaja – zabytkowy, drewniany kościół parafialny w Czulicach, w gminie Kocmyrzów-Luborzyca, w województwie małopolskim należący do archidiecezji krakowskiej.
Kościół o konstrukcji zrębowej zbudowany w 1547 roku z fundacji Czulickich herbu Czewoja. Budowla ma cechy charakterystyczne dla późnego gotyku. Prezbiterium jest nakryte dachem wielopołaciowym, zaś nawa dwuspadowym. Od powstania kościół był wielokrotnie poddawany remontom i współczesne jego wnętrze pochodzi z przełomu XVII i XVIII wieku. We wnętrzu świątyni pod płaskimi stropami w nawie głównej znajduje się: osiemnastowieczny ołtarz z wizerunkiem Matki Bożej Pocieszenia. Elementami wyposażenia o wartości historycznej są kamienna płyta nagrobna Jana Czulickiego, późnobarokowa chrzcielnica, kielich liturgiczny z 1673 roku i XVIII wieczny Krucyfiks.
Kościół znajduje się na Szlaku Architektury Drewnianej województwa małopolskiego.

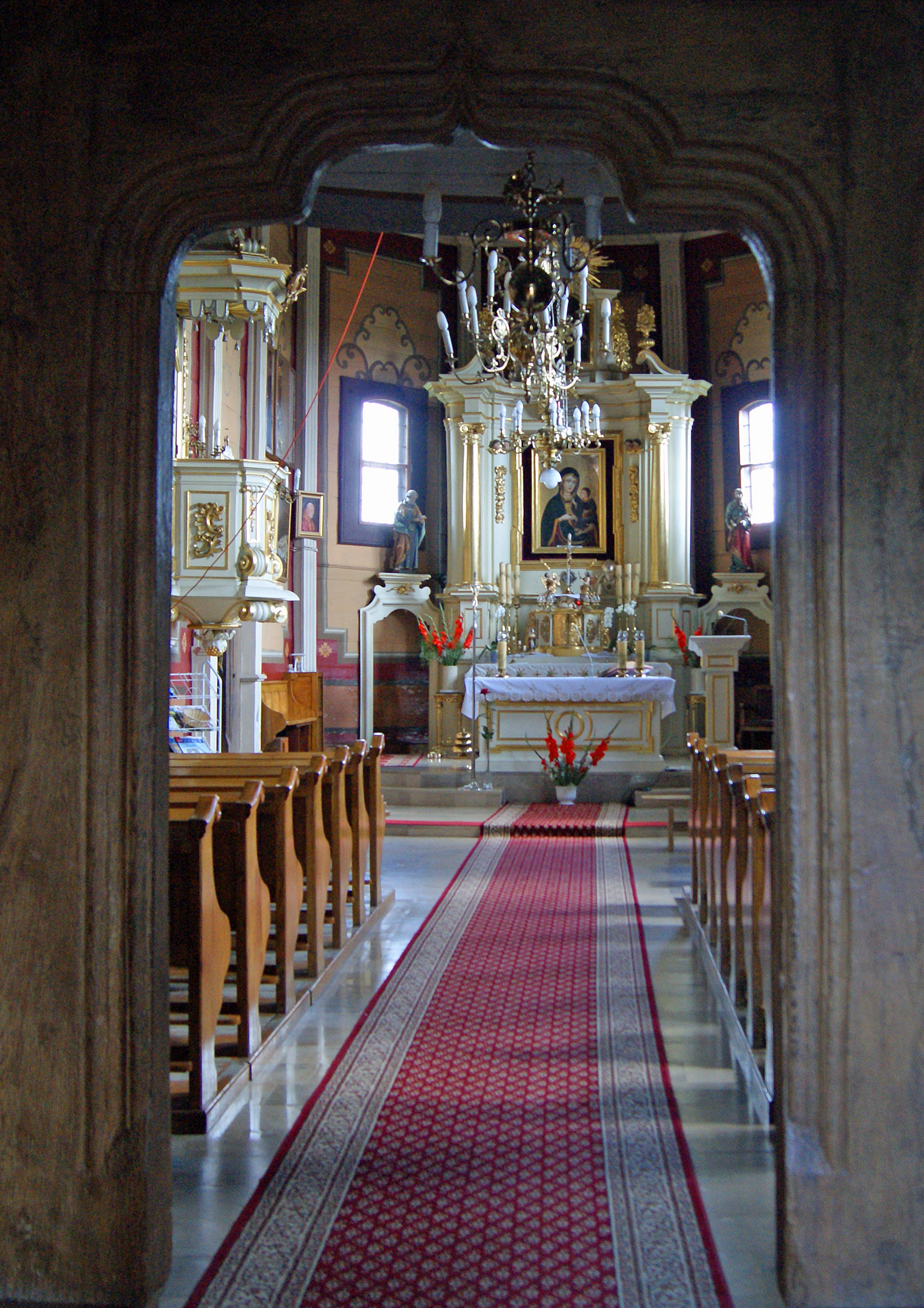
Wnętrze kościoła